# Open edX
La plataforma Open edX es un software de código abierto, desarrollado originalmente por Piotr Mitros, cuyo desarrollo condujo a la creación de la organización edX. El 1 de junio de 2013, edX liberó el código fuente de la plataforma y la denominó Open edX para distinguirla de la propia organización. El código fuente se puede encontrar en GitHub. El mantenimiento se transfirió a edX, una iniciativa educativa del MIT/Harvard, en 2012.
Cuando edX fue adquirido en 2021 por 2U, el equipo de Open edX y el mantenimiento quedaron en manos del Centro para la Reimaginación del Aprendizaje (tCRIL, por sus siglas en inglés), una organización sin ánimo de lucro que fue fundada por Harvard y el MIT con las ganancias obtenidas de la venta. En 2023, la organización sin ánimo de lucro pasó a llamarse Axim Collaborative.

## Usos
Open edX fue diseñado para el proyecto MITx, la plataforma principal de cursos en linea que cambió su nombre, hasta hoy, a edX. A día de hoy sigue siendo la instalación mundial más grande, con más de 3000 cursos y 500.000 usuarios habituales. La comunidad Open edX tiene un catálogo de otras instancias, incluidos sitios de aprendizaje autoalojados con cursos públicos. En total, más de 350 instancias administradas por organizaciones de todos los tamaños.
| Versión  | Fecha                 | Versión        | Fecha                   |
| -------- | --------------------- | -------------- | ----------------------- |
| Inicial  | 1 de junio de 2013    | Álamo temblón  | 28 de octubre de 2014   |
| Birch    | 24 de febrero de 2015 | Ciprés         | 13 de agosto de 2015    |
| Dogwood  | 11 de febrero de 2016 | Eucalipto      | 26 de agosto de 2016    |
| Ficus    | 23 de febrero de 2017 | Gingko         | 14 de agosto de 2017    |
| Hawthorn | 7 de agosto de 2018   | Palo de hierro | 22 de marzo de 2019     |
| Juniper  | 09-06-2020            | Koa            | 9 de diciembre de 2020  |
| Lilac    | 09-06-2021            | Arce           | 20 de diciembre de 2021 |
| Nutmeg   | 12 de abril de 2022   | Oliva          | 11 de octubre de 2022   |
| Palm     | 14 de junio de 2023   | Membrillo      | 11 de diciembre de 2023 |
| Redwood  | 09-06-2024            | Zumaque        | 17 de diciembre de 2024 |

El software del backend de Open edX se basa en Python, con Django como Framework web.

## Comunidad
Desde el comienzo del proyecto, el diseño y desarrollo de la plataforma se han realizado conjuntamente con la comunidad. La comunidad mantiene varios grupos de trabajo: marketing, compilación-prueba-lanzamiento, traducción, diseño de datos, diseño de front-end y retirada de código.
La comunidad organiza anualmente una conferencia Open edX, con sedes rotativas por todo el mundo. En 2025 se celebró en París, Francia.